# Ornithogalum thunbergii
Ornithogalum thunbergii är en sparrisväxtart som beskrevs av Carl Sigismund Kunth. Ornithogalum thunbergii ingår i släktet stjärnlökar, och familjen sparrisväxter. Inga underarter finns listade i Catalogue of Life.